# Pedro Garfias

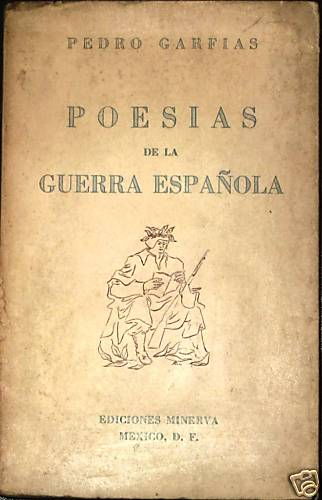

Pedro Garfias (* 27. Mai 1901 in Salamanca, Spanien; † 9. August 1967 in Monterrey, Mexiko) war ein spanischer Dichter. 
Garfias wurde in Salamanca geboren. Während des Spanischen Bürgerkriegs war er Mitglied der Allianz antifaschistischer Intellektuellen und mit anderen Künstlern zusammen im Exil. 1939 gelangte er mit der Sinaia nach Mexiko, wo er am 9. August 1967 starb.
Garfias war Mitglied der Kommunistischen Partei Spaniens.

## Werke (Auszug)
- El Ala del Sur („Der Flügel des Südens“, 1926)
- Poesías de la Guerra Civil Española („Gedichte des Spanischen Bürgerkrieges“, 1938)
- Primavera en Eaton Hasting („Frühling in Eaton Hasting“, 1939)